# Logfia
Genre
Synonymes
- Giflifa Chrtek & Holub[2]

Logfia est un genre de plantes à fleurs de la famille des Asteraceae. Il est proche du genre Filago, dont il est une anagramme.

## Taxonomie
Le genre Filago a été décrit par Carl von Linné en 1753 (du latin filum, fil, en raison de son aspect cotonneux). Certaines espèces ont ensuite été différenciées en plusieurs genres dont Logfia par Cassini en 1819 tout en étant étroitement lié au genre Filago, en témoigne sa construction par anagramme. Selon lui le genre Logfia diffère du genre Filago par les akènes de la circonférence renfermés dans les folioles de l'involucre, pliées longitudinalement et soudées inférieurement à la base.
Jusqu'en 2010, les espèces du genre Logfia étaient incluses au sein de Filago mais, récemment, sur la base des caractères morphologiques et de l'analyse de la séquence d'ADN, il a été démontré que Logfia était plus étroitement apparenté aux représentants américains de la tribu Filagininae du genre Filago et l’idée que Filago et Logfia doivent être considérés comme des genres indépendants a été ressuscitéé. Selon les partisans du genre Logfia, ce genre diffère par la présence d'une grosse bosse à la base de la face externe de la bractée.

## Liste d'espèces
Selon ITIS (7 novembre 2018) :
- Logfia arizonica (A. Gray) Holub
- Logfia arvensis (L.) Holub
- Logfia depressa (A. Gray) Holub
- Logfia filaginoides (Hook. & Arn.) Morefield
- Logfia gallica (L.) Coss. & Germ.
- Logfia minima (Sm.) Dumort.

Selon NCBI (7 novembre 2018) :
- Logfia clementei Filago clementei Willk.
- Logfia gallica Filago gallica L.
- Logfia heterantha (Raf.) Holub
- Logfia minima Filago minima (Sm.) Pers.

Selon The Plant List (7 novembre 2018) :
- Logfia aberrans (Wagenitz) Anderb.
- Logfia arizonica (A.Gray) Holub
- Logfia filaginoides (Hook. & Arn.) Morefield
- Logfia minima (Sm.) Dumort.
- Logfia paradoxa (Wagenitz) Anderb.

Selon Tropicos (7 novembre 2018) (Attention liste brute contenant possiblement des synonymes) :
- Logfia aberrans (Wagenitz) Anderb.
- Logfia arizonica (A. Gray) Holub
- Logfia arvensis (L.) Holub = Filago arvensis L.
- Logfia californica (Nutt.) Holub = Filago californica Nutt. ou Logfia filaginoides (Hook. & Arn.) Morefield
- Logfia depressa (A. Gray) Holub = Filago depressa A. Gray
- Logfia filaginoides (Hook. & Arn.) Morefield
- Logfia gallica (L.) Coss. & Germ. = Filago gallica L.
- Logfia minima (Sm.) Dumort. = Filago minima (Sm.) Pers.
- Logfia paradoxa (Wagenitz) Anderb.

Selon World Register of Marine Species (7 novembre 2018) :
- Logfia aberrans (Wagenitz) Anderb.
- Logfia arizonica (A.Gray) Holub
- Logfia brevifolia Cass.
- Logfia depressa (A.Gray) Holub
- Logfia filaginoides (Hook. & Arn.) Morefield
- Logfia intermedia (Holuby) Dostál
- Logfia lanceolata Cass.
- Logfia montana Dumort.
- Logfia paradoxa (Wagenitz) Anderb.
- Logfia soyeri F.Gérard
- Logfia willkommii Pomel